# USS Charles H. Roan (DD-853)
USS Charles H. Roan (DD-853) là một tàu khu trục lớp Gearing được Hải quân Hoa Kỳ chế tạo vào giai đoạn cuối Chiến tranh Thế giới thứ hai. Nó là chiếc tàu chiến thứ hai của Hải quân Mỹ được đặt cái tên này, nhưng là chiếc duy nhất được đóng, theo tên binh nhất Thủy quân Lục chiến Charles Howard Roan (1923-1944), người đã tử trận trong Trận Peleliu và được truy tặng Huân chương Danh dự. Hoàn tất khi chiến tranh đã kết thúc, nó tiếp tục phục vụ trong giai đoạn Chiến tranh Lạnh cho đến năm 1973. Con tàu được chuyển cho Thổ Nhĩ Kỳ và tiếp tục phục vụ cùng Hải quân Thổ Nhĩ Kỳ như là chiếc TCG Mareşal Fevzi Çakmak (D 351) cho đến năm 1995. Con tàu bị tháo dỡ sau đó.

## Thiết kế và chế tạo
Cái tên Charles H. Roan nguyên được dự định đặt cho tàu khu trục DD-815, và hợp đồng chế tạo được trao cho hãng Consolidated Steel tại Orange, Texas, nhưng kế hoạch chế tạo bị hủy bỏ và cái tên được chuyển cho chiếc DD-853.
DD-853 được đặt lườn tại xưởng tàu Fore River Shipyard của hãng Bethlehem Steel Corporation ở Quincy, Massachusetts vào ngày 2 tháng 4 năm 1945. Nó được hạ thủy vào ngày 15 tháng 3 năm 1946; được đỡ đầu bởi bà Lillabel Roan, mẹ binh nhất Roan, và nhập biên chế vào ngày 12 tháng 9 năm 1946 dưới quyền chỉ huy của Hạm trưởng, Trung tá Hải quân R. B. Derickson.

## Lịch sử hoạt động

### 1947 - 1959
Sau khi hoàn tất chạy thử máy, Charles H. Roan đặt cảng nhà tại Newport, Rhode Island và bắt đầu hoạt động dọc theo vùng bờ Đông Hoa Kỳ và vùng biển Caribe, phục vụ canh phòng máy bay cho các tàu sân bay và huấn luyện cùng tàu ngầm, thực hành hộ tống vận tải và tập trận đổ bộ. Nó cũng tham gia vào việc huấn luyện học viên sĩ quan qua những chuyến đi thực tập, phục vụ như tàu huấn luyện kỹ thuật cho Lực lượng Khu trục Hạm đội Đại Tây Dương đồng thời tham gia các cuộc tập trận phối hợp cùng hải quân các nước trong Khối NATO.
Charles H. Roan khởi hành từ Newport vào ngày 9 tháng 2, 1948 cho lượt phái đi hoạt động tại nước ngoài đầu tiên, khi nó phục vụ cùng Đệ Lục hạm đội. Thoạt tiên nó hoạt động tại Địa Trung Hải, và sau đó tiến sang Ấn Độ Dương qua ngã kênh đào Suez và biển Hồng Hải để hoạt động tại khu vực vịnh Ba Tư; con tàu quay trở về Newport vào ngày 26 tháng 6. Sau một giai đoạn hoạt động huấn luyện, nó lại được phái sang hoạt động cùng Đệ Lục hạm đội tại Địa Trung Hải vào năm 1949. Dàn vũ khí của con tàu được nâng cấp vào năm 1950.
Vào ngày 8 tháng 11, 1950, Charles H. Roan hoạt động phối hợp cùng tàu khu trục chị em Brownson (DD-868) trong một cuộc thực tập ban đêm tại vị trí cách 265 mi (426 km) ngoài khơi Bermuda. Lúc 01 giờ 03 phút, tư lệnh đội đặc nhiệm ra lệnh cho hai con tàu hoán đổi vị trí, một hoạt động cơ động vốn sẽ dẫn đến cắt ngang lộ trình của tàu khu trục bạn. Họ di chuyển ở tốc độ 20 hải lý trên giờ (37 km/h) và tắt hết mọi đèn hiệu, cho đến 01 giờ 10 phút khi chuông báo động réo vang, rồi hai con tàu va chạm vào nhau, và mũi tàu của Brownson đã làm thủng một lổ lớn tại phòng động cơ phía sau của Charles H. Roan. Chỉ trong vòng 15 giây, hai con tàu tách rời nhau; Brownson bị mất một mảng lớn phần mũi tàu và nhiều khoang chứa đạn dược phía mũi tàu bị ngập nước. Đối với Charles H. Roan, một thủy thủ bị rơi xuống biển nhưng nhanh chóng được xuồng của Brownson cứu vớt; nhưng do hậu quả của vụ va chạm, năm thủy thủ của Charles H. Roan đã thiệt mạng và nhiều người khác bị thương.
Trong giai đoạn 1952-1953, Charles H. Roan một lần nữa được phái sang hoạt động cùng Đệ Lục hạm đội tại Địa Trung Hải, và đã tham gia cuộc Tập trận Mainbrace phối hợp trong Khối NATO; con tàu đã vượt qua vòng Bắc Cực trong dịp này. Vào mùa Hè năm 1953, nó đưa những học viên sĩ quan trong chuyến đi thực tập đến các cảng Nam Mỹ. Cùng với đội khu trục của nó, con tàu khởi hành từ Narragansett, Rhode Island vào ngày 2 tháng 8, 1954 để thực hiện chuyến đi vòng quanh thế giới. Trong chặng đầu, con tàu đã phục vụ trong năm tháng cùng Đệ Thất hạm đội tại khu vực Tây Thái Bình Dương; hoạt động tuần tra eo biển Đài Loan cũng như tham gia các cuộc thực tập đổ bộ tại Nhật Bản, Okinawa và Philippines. Đội khu trục rời vịnh Subic, Philippines vào ngày 20 tháng 1, 1955, tiếp tục hành trình sang phía Tây, viếng thăm các cảng trong vùng vịnh Ba Tư, vượt kênh đào Suez và viếng thăm Địa Trung Hải, trước khi về đến Newport vào ngày 14 tháng 3. Nó quay trở lại hoạt động huấn luyện thường lệ cho đến ngày 7 tháng 7, khi nó được phái lên phía Bắc đảm nhiệm vị trí cột mốc dẫn đường tại vùng biển Bắc Đại Tây Dương giữa Iceland và Greenland, dọc theo lệ trình của chuyến bay đưa Tổng thống Dwight D. Eisenhower tham dự Hội nghị Geneva.
Lượt hoạt động tiếp theo tại Địa Trung Hải bắt đầu vào ngày 14 tháng 9, 1956, khi Charles H. Roankhởi hành từ Newport để gia nhập cùng Đệ Lục hạm đội. Do vụ Khủng hoảng kênh đào Suez, nó đã tuần tra tại khu vực Đông Địa Trung Hải đề phòng cuộc xung đột leo thang, trước khi được điều sang hoạt động cùng Lực lượng Trung Đông vào tháng 12. Do kênh đào Suez đã bị đóng, nó phải vòng qua lục địa Châu Phi ngang qua mũi Hảo Vọng, và hoạt động trong hai tháng tại khu vực Ấn Độ Dương. Từ ngày 20 tháng 1 đến ngày 27 tháng 1, 1957, nó phục vụ như là soái hạm của Tư lệnh Lực lượng Trung Đông trong chuyến đi ngược dòng sông Shatt-al-Arab để viếng thăm Basra, Iraq. Nó vẫn phải đi ngang qua mũi Hảo Vọng trong hành trình quay trở về nhà, về đến Newport vào ngày 3 tháng 4, kịp lúc để có thể tham gia cuộc Duyệt binh Hạm đội Quốc tế tại Hampton Roads vào tháng 6. Đến cuối mùa Hè, chiếc tàu khu trục lại vượt Đại tây Dương sang viếng thăm Plymouth, Anh và Copenhagen, Đan Mạch khi tham gia vào cuộc Tập trận Strikeback của Khối NATO.
Đi đến Annapolis, Maryland vào ngày 12 tháng 7, 1958 để đón lên tàu các học viên sĩ quan thuộc Học viện Hải quân Hoa Kỳ, Charles H. Roan khởi hành cho dự định một chuyến đi thực tập ngắn; tuy nhiên kế hoạch nhanh chóng thay đổi do vụ Khủng hoảng Li băng 1958, khi mâu thuẫn tôn giáo và chính trị leo thang khiến bạo loạn bùng phát. Khi Hoa Kỳ quyết định can thiệp, cho đổ bộ lực lượng Thủy quân Lục chiến lên Beirut theo thỉnh cầu của Tổng thống Li băng Camille Chamoun, chiếc tàu khu trục đã đi đến Norfolk, Virginia để chất thêm tiếp liệu dự trữ và đạn dược cho một đợt hoạt động lâu dài. Sau đó nó đi xuống phía Nam để hộ tống một lực lượng đổ bộ, và tiến hành huấn luyện sẵn sàng cho hành động tiếp theo khi cần thiết. Nó vượt Đại tây Dương và đi đến Naples, Ý vào ngày 14 tháng 8, nơi các học viên sĩ quan được chuyển sang một tàu khác, và tiếp tục đi đến ngoài khơi bờ biển Li băng, nơi nó cùng tàu khu trục Forrest Royal (DD-872) tuần tra hỗ trợ cho lực lượng trên bộ.
Căng thẳng tiếp tục bộc phát tại một khu vực khác, khi lực lượng Trung Cộng nả pháo xuống các đảo Kim Môn và Mã Tổ còn do phe Quốc Dân đảng trú đóng, gây ra cuộc Khủng hoảng eo biển Đài Loan lần 2. Do đó, Charles H. Roan đã cùng với Forrest Royal gia nhập cùng đội tàu sân bay Essex (CVA-9), tăng cường cho thành phần hộ tống bao gồm hai tàu khu trục trước đó, và vượt kênh đào Suez vào ngày 29 tháng 8 để đi sang Viễn Đông. Nó đã tuần tra tại vùng biển ngoài khơi Đài Loan cho đến ngày 27 tháng 9, rồi lên đường quay trở về Newport ngang qua mũi Hảo Vọng. Con tàu về đến vịnh Narragansett vào ngày 18 tháng 11.
Vào mùa Hè năm 1959, Charles H. Roan đã tham gia Lực lượng Đặc nhiệm 47 trong Chiến dịch Inland Seas, đi dọc theo sông Saint Lawrence tham dự lễ khánh thành tuyến đường thủy St. Lawrence nối liền Đại Tây Dương với Ngũ Đại Hồ vào ngày 26 tháng 6, 1959, nghi lễ do Tổng thống Dwight D. Eisenhower và Nữ hoàng Elizabeth II của Anh đồng chủ trì; và sau nghi thức khánh thành đã đi theo tuyến đường thủy đến viếng thăm nhiều cảng nội địa Hoa Kỳ và Canada trước khi trở ra Đại Tây Dương.

### 1960 - 1969

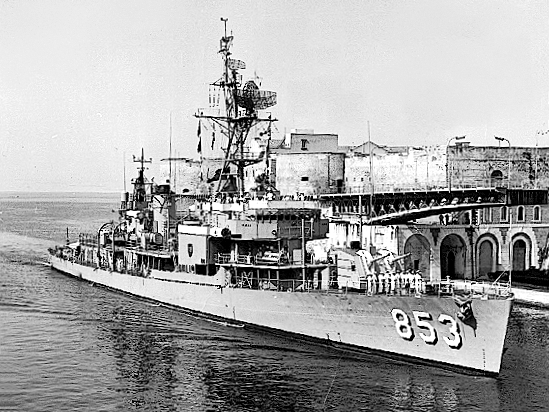
USS Charles H. Roan tại Taranto, Ý vào năm 1964.

Charles H. Roan lại được cử sang Địa Trung Hải vào ngày 31 tháng 3, 1960, và đã phục vụ cùng Lực lượng Trung Đông và viếng thăm nhiều cảng tại vùng vịnh Ba Tư. Quay trở về Newport vào tháng 10, nó phục vụ như tàu huấn luyện cho Trường Khu trục Hạm đội cho đến tháng 7, 1961 khi nó đi vào Xưởng hải quân New York, tại Brooklyn, New York, nơi nó được sửa chữa và đồng thời nâng cấp trong khuôn khổ Chương trình Hồi sinh và Hiện đại hóa Hạm đội (FRAM: Fleet Rehabilitation and Modernization). Trong giai đoạn này, ngoài nhiều cải tiến nhằm kéo dài tuổi thọ phục vụ, nó còn được bổ sung những cảm biến và vũ khí chống ngầm, bao gồm tên lửa chống ngầm RUR-5 ASROC và máy bay trực thăng không người lái chống ngầm Gyrodyne QH-50 DASH.
Hoàn tất việc nâng cấp vào tháng 6, 1962, Charles H. Roan đi đến khu vực vịnh Guantánamo, Cuba để hoạt động huấn luyện ôn tập. Nó quay trở về Newport, Rhode Island chỉ được hai tuần thì lại phải khẩn trương lên đường tham gia lực lượng hải quân phong tỏa hàng hải Cuba, sau khi phát hiện ra tên lửa đạn đạo mang đầu đạn hạt nhân được bố trí trên hòn đảo này. Vụ Khủng hoảng tên lửa Cuba được giải quyết bằng con đường thương lượng hòa bình, và chiếc tàu khu trục quay trở lại hoạt động thường lệ. Sang năm 1963, nó thực hiện chuyến đi thực tập dành cho học viên sĩ quan đến vùng biển Halifax, Nova Scotia. Nó trở thành tàu chiến thứ ba của Hạm đội Đại Tây Dương được chuẩn nhận hoạt động QH-50 DASH, và là tàu chiến đầu tiên đưa máy bay không người lái này vào hoạt động tác chiến.
Trong tư cách một tàu khu trục chống ngầm tiên tiến, Charles H. Roan được cử sang Địa Trung Hải và hoạt động cùng các đơn vị khác của Đệ Lục hạm đội từ tháng 4 đến tháng 8, 1964, rồi tiếp nối bằng một lượt hoạt động cùng Đệ Nhị hạm đội. Con tàu đi đến Xưởng hải quân Boston để đại tu vào tháng 11, công việc kéo dài trong ba tháng. Rời xưởng tàu vào tháng 2, 1965, nó hoạt động huấn luyện ôn tập tại khu vực vịnh Guantánamo, Cuba, nhưng đợt huấn luyện này bị ngắt quãng khi con tàu được khẩn cấp phái đến Cộng hòa Dominica. Khi những mâu thuẫn chính trị đã dẫn đưa đến bạo loạn và bất ổn, có thể khiến cánh tả chiếm được quyền cai trị, chính phủ Hoa Kỳ đã quyết định can thiệp tại đảo quốc này. Chiếc tàu khu trục đã cho đổ bộ lực lượng Thủy quân Lục chiến lên Santo Domingo, rồi tiếp tục tuần tra ngoài khơi đề phòng xung đột lan rộng. Sau khi hoàn thành nhiệm vụ, nó quay trở lại khu vực vịnh Guantánamo, Cuba để hoàn tất đợt huấn luyện ôn tập.
Trong lượt biệt phái sang hoạt động tại Trung Đông vào tháng 3 và tháng 4, 1966, Charles H. Roan một lần nữa băng qua đường Xích đạo. Nó quay trở lại Địa Trung Hải theo lối kênh đào Suez, và tiếp tục phục vụ cùng Đệ Lục hạm đội trong hai tháng tiếp theo, trước khi quay trở về cảng nhà Newport, Rhode Island. Sang tháng 9, nó tham gia cuộc tập trận phối hợp giữa Hải quân Hoa Kỳ và Hải quân Hoàng gia Canada, và đã viếng thăm Halifax, Nova Scotia.
Vào tháng 1, 1967, Charles H. Roan cùng toàn thể Hải đội Khu trục 10 lên đường đi đến khu vực vịnh Guantánamo, Cuba cho một lượt thực hành chống tàu ngầm và hỗ trợ hải pháo kéo dài trong một tuần. Nó tiếp tục đi đến San Juan và sau đó đến Culebra, Puerto Rico tiến hành một cuộc tập trận chống tàu ngầm và bắn phá bờ biển. Con tàu đã viếng thăm Bahamas và quần đảo Virgin thuộc Mỹ trong chuyến đi này trước khi quay trở về Newport. Sang tháng 3, nó lại được phái sang Địa Trung Hải, nơi nó hoạt động cùng Đệ Lục hạm đội cho đến cuối tháng 7. Trong chuyến đi này nó đã viếng thăm các cảng Tripoli, Libya; Valletta, Malta; Naples, Ý; Athens (Piraeus), Hy Lạp, Bodrum, Thổ Nhĩ Kỳ; Cannes, Pháp và Gibraltar. Nó đã hỗ trợ các tàu chiến khác thuộc Đệ Lục hạm đội vào lúc xảy ra cuộc Chiến tranh Sáu Ngày giữa Israel với các nước khối Ả Rập, và trợ giúp hộ tống cho chiếc tàu khảo sát USS Liberty (AGTR-5) rút lui về Malta để sửa chữa sau khi Liberty bị lực lượng Israel tấn công.
Charles H. Roan quay trở về Newport vào tháng 8, và tiếp tục ở lại cảng này ngoại trừ một giai đoạn nó phục vụ cho cuộc đua thuyền buồm America's Cup tổ chức ngoài khơi Newport. Con tàu thực hành chống tàu ngầm tại vùng biển Bắc Đại Tây Dương trong tháng 10 và tháng 11, rồi quay trở về Newport để nghỉ ngơi đồng thời chuẩn bị cho lượt biệt phái phục vụ tiếp theo vào tháng 1, 1968. Nó lại được phái đi phục vụ cùng Đệ Lục hạm đội tại Địa Trung Hải từ ngày 10 tháng 1 đến ngày 20 tháng 5, và trong chuyến đi nó đã viếng thăm các cảng Rota, Barcelona và Ibiza, Tây Ban Nha; Valletta, Malta; Naples, Ý; và Rhodes, Hy Lạp. Tại Rhodes, nó đã tham gia những nỗ lực dọn dẹp sau khi tàu khu trục Bache (DD-470) bị mắc cạn do những cơn cuồng phong thổi dạt lên bờ. Quay trở về nhà, con tàu được đại tu theo định kỳ tại Xưởng hải quân Boston, kéo dài trong bốn tháng bắt đầu từ ngày 15 tháng 7.

### 1970 - 1973
Vào ngày 5 tháng 4, 1972, Charles H. Roan rời Newport cho một chuyến đi vòng quanh thế giới. Nó đã lần lượt viếng thăm Port of Spain, Trinidad; Recife, Brazil; Luanda, Angola; Lourenco Marques, Mozambique; Port Louis, Mauritius; Saint-Denis, Reunion; Colombo, Sri Lanka; Manama, Bahrain; Mombasa, Kenya; Victoria, Seychelles; Tamatave và Nossi-Be, Cộng hòa Malagasy; Karachi, Pakistan; Singapore; Hong Kong; Yokosuka, Nhật Bản; Midway; Trân Châu Cảng, Hawaii; San Diego, California và kênh đào Panama trước khi về đến Newport vào ngày 31 tháng 10. Trong chuyến đi này con tàu cũng từng có mặt tại vùng biển Việt Nam, nhưng do gặp những hư hại chân vịt trước đó, nó đã không trực tiếp tham gia vào cuộc chiến.
Sau một số những hoạt động thường lệ tại tại chỗ và huấn luyện từ cảng Newport, con tàu được cho chuẩn bị để ngừng hoạt động. Charles H. Roan được cho xuất biên chế tại Newport vào ngày 21 tháng 9, 1973; tên nó cũng được cho rút khỏi danh sách Đăng bạ Hải quân vào ngày 21 tháng 9, 1973.

### TCGMareşal Fevzi Çakmak(D 351)
Chiếc tàu khu trục được chuyển cho Thổ Nhĩ Kỳ cùng trong ngày 21 tháng 9 năm 1973 và tiếp tục phục vụ cùng Hải quân Thổ Nhĩ Kỳ như là chiếc TCG Mareşal Fevzi Çakmak (D 351), tên được đặt theo Thống chế Fevzi Çakmak (1876–1950), người từng là Thủ tướng Thổ Nhĩ Kỳ. Con tàu từng tham gia Chiến dịch Atilla trong sự kiện Thổ Nhĩ Kỳ xâm chiếm Cyprus năm 1974. Vào ngày 21 tháng 7 năm 1974, nó cùng các tàu khu trục chị em TCG Kocatepe (D-354) và TCG Adatepe (D-353) bị máy bay của Không quân Thổ Nhĩ Kỳ tấn công do nhầm lẫn là những tàu chiến Hy Lạp, và bị hư hại nặng. Nó được sửa chữa và tiếp tục phục vụ cho đến khi ngừng hoạt động và bị tháo dỡ vào tháng 4 năm 1995.